# Chimakuumtalen

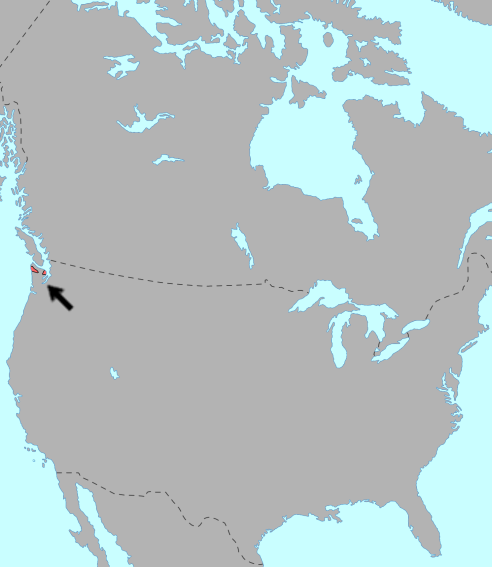
De verbreiding van Chimakuumtalen voor de komst van Europeanen

De Chimakuumtalen, een indiaanse taalfamilie, werden gesproken door de Chimakum, Quileute en Hoh in het noordwesten van de Amerikaanse staat Washington op het schiereiland Olympic. De taalkundige Morris Swadesh opperde dat de Chimakuumtalen verwant waren aan de Salishtalen en de Wakashtalen, maar deze theorie wordt tegenwoordig nauwelijks meer ondersteund. Tegenwoordig worden de overeenkomsten tussen de talen toegeschreven aan een sprachbund, de zogenaamde Mosaanse sprachbund.

## Indeling
De familie van de Chemakuumtalen bestaat uit twee talen:
- Chimakum, ook bekend als Chimacum of Chemakum, gesproken door de Chimakum.
- Quileute, ook bekend als Quillayute, gesproken door de Quileute en de Hoh.

De verwantschap tussen beide talen kan worden vergeleken met die tussen het Engels en het Duits. Chimakum werd tot de jaren 1940 gesproken aan de oostkant van Olympic tussen Port Townsend en Hood Canal. Tegenwoordig is het een dode taal. De naam Chimakum is een verengelsing van de naam die die de Salish hen gaven, čə́bqəb [t͡ʃə́bqəb] (vroeger [t͡ʃə́mqəm]).
Quileute is nu ernstig bedreigd. De taal wordt nog gesproken door enkele personen aan de westkust van Olympic, bij het plaatsje La Push en de benedenloop van de rivier Hoh. De naam Quileute komt van kʷoʔlí•yot’ [kʷoʔlíːjotʼ], de naam van een dorpje bij La Push.

## Fonologie
De Chimakuumtalen hebben fonetische kenmerken die overeenkomen met andere talen van de Mosaanse sprachbund. Zo kennen ze drie klinkers, ejectieven, uvularen en laterale affricaten. Beide talen hebben taalkundig bijzondere eigenschappen: Chimakum kent geen gewone velaren en Quileute geen nasalen.